# Faunsdale
Faunsdale és una població dels Estats Units a l'estat d'Alabama. Segons el cens del 2000 tenia 87 habitants.

## Demografia
Segons el cens del 2000, Faunsdale tenia 87 habitants, 34 habitatges, i 24 famílies. La densitat de població era de 152,7 habitants/km².
Dels 34 habitatges en un 41,2% hi vivien nens de menys de 18 anys, en un 64,7% hi vivien parelles casades, en un 8,8% dones solteres, i en un 26,5% no eren unitats familiars. En el 20,6% dels habitatges hi vivien persones soles el 8,8% de les quals corresponia a persones de 65 anys o més que vivien soles. El nombre mitjà de persones vivint en cada habitatge era de 2,56 i el nombre mitjà de persones que vivien en cada família era de 3,04.
Per edats la població es repartia de la següent manera: un 29,9% tenia menys de 18 anys, un 3,4% entre 18 i 24, un 28,7% entre 25 i 44, un 19,5% de 45 a 60 i un 18,4% 65 anys o més.
L'edat mediana era de 37 anys. Per cada 100 dones hi havia 93,3 homes. Per cada 100 dones de 18 o més anys hi havia 96,8 homes.
La renda mediana per habitatge era de 28.750 $ i la renda mediana per família de 50.417 $. Els homes tenien una renda mediana de 30.833 $ mentre que les dones 19.500 $. La renda per capita de la població era de 14.697 $. Cap de les famílies i el 3,2% de la població estaven per davall del llindar de pobresa.

## Poblacions més properes
El següent diagrama mostra les poblacions més properes.